# Le Hohwald
Le Hohwald település Franciaországban, Bas-Rhin megyében. Lakosainak száma 512 fő (2022. január 1.). Le Hohwald Ottrott, Andlau, Albé, Barr, Bellefosse, Belmont és Breitenbach községekkel határos.

## Népesség
A település népességének változása:
| Lakosok száma | 513  | 500  | 517  | 505  | 508  | 505  | 504  | 501  | 512  |
|               | 2013 | 2015 | 2016 | 2017 | 2018 | 2019 | 2020 | 2021 | 2022 |